# Saterland
Het Saterland (Saterfries: Seelterlound, Westerlauwers Fries: Sealterlân) is een gemeente in het Landkreis Cloppenburg in de Duitse deelstaat Nedersaksen. De gemeente telt 13.903 inwoners en een oppervlakte van 123 km². De gemeente is in 1974 ontstaan door een fusie van vier voormalige gemeenten tot de nieuwe gemeente Saterland.
In Saterland woont een Friestalige minderheid, die waarschijnlijk teruggaat tot de 12e eeuw, toen het gebied werd gekoloniseerd door voor overstromingen gevluchte Oost-Friezen.

## Gemeentewapen
Het gemeentewapen toont Karel de Grote, die de Friezen naar een legende vrijheidsrechten toegekend zou hebben. Hij wordt afgebeeld in een koningsgewaad op een gouden troon, in de linkerhand een gouden scepter, in de rechterhand een rijksappel. Aan de troon is het oude rijkswapen van het keizerrijk (dubbelkoppige adelaar op een gouden schild).

## Bestuurlijke indeling

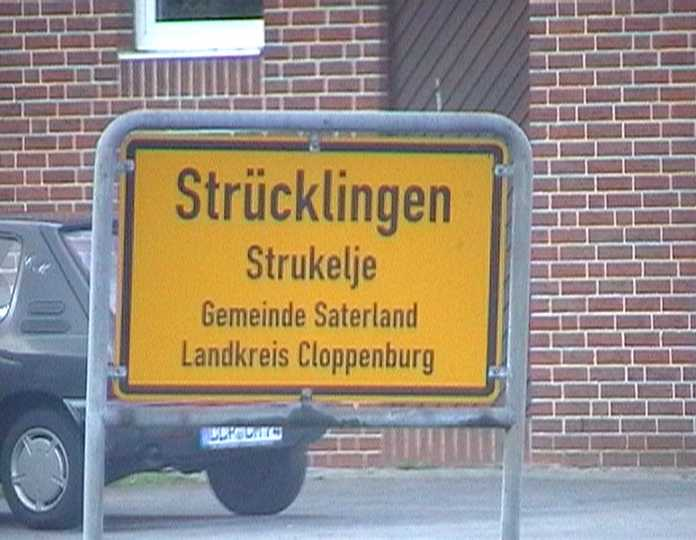
Tweetalig kombord Strücklingen
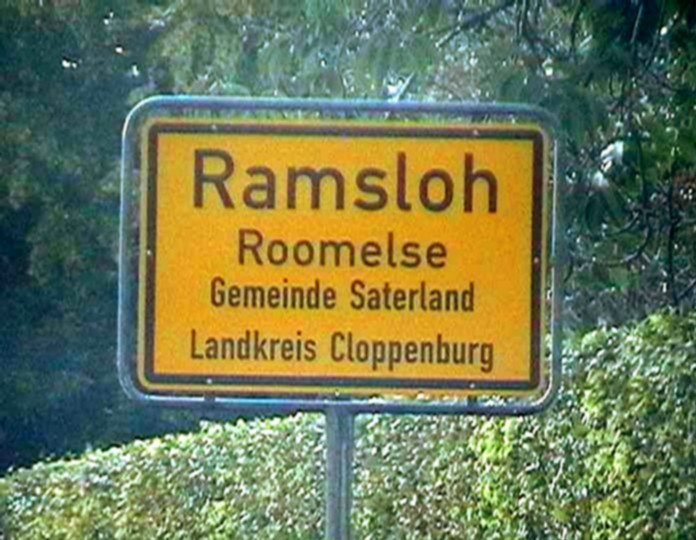
Tweetalig kombord Ramsloh
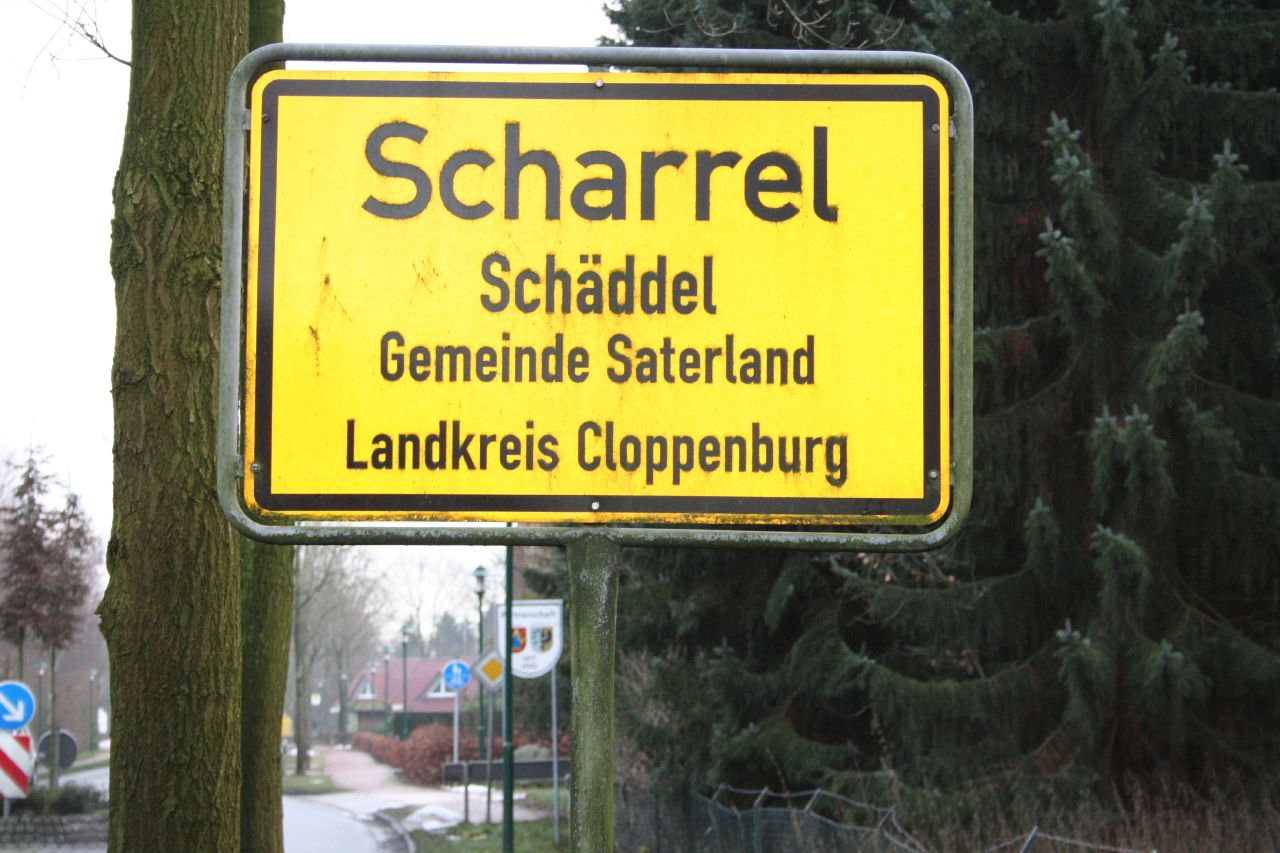
Tweetalig kombord Scharrel

De gemeente bestaat uit vier voorheen zelfstandige gemeenten. De gemeente is het toegestaan om de Saterfriese naam als tweede naam op het kombord te vermelden. Hieronder is deze naam tussen haakjes vermeld. De voormalig zelfstandige gemeenten zijn, van noord naar zuid:
1. Strücklingen (Strukelje), nu Saterland-Strücklingen, met de wijken Strücklingen-Ort, Bollingen I, Bollingen II, Utende, Wittensand en Bokelesch;
2. Ramsloh (Roomelse), nu Saterland-Ramsloh, met de wijken Ramsloh-Ort, Ramsloh-Nord, Ramsloh-Ost, Hoheberg, Raake, Hollen, Hollen-Brand en Hollenermoor. Ramsloh is de hoofdplaats van de gemeente Saterland;
3. Scharrel (Schäddel), nu Saterland-Scharrel, met de wijken Scharrel-Ort, Bätholt, Langhorst, Neuwall en Heselberg;
4. Sedelsberg (Seedelsbierich), nu Saterland-Sedelsberg, met de wijken Sedelsberg-Ort, Kolonie, Hüllen I, Hüllen II, Fermesand en Heselberg.

Volgens de website van de gemeente Saterland had deze in 2017 ca. 13.500 inwoners, als volgt onderverdeeld:
- Strücklingen: ca. 3.200
- Ramsloh: ca. 4.900
- Scharrel: ca. 2.400
- Sedelsberg: ca. 3.000.

## Geografie

### Buurgemeenten
De buurgemeenten van Saterland zijn:
- Samtgemeinde Jümme
- Barßel
- Friesoythe
- Samtgemeinde Nordhümmling
- Ostrhauderfehn

### Wegverkeer
De Bundesstraße 72 doorsnijdt de gemeente en loopt westelijk van de meeste dorpen langs.

### Vaarwateren
Oostelijk van de dorpen in Saterland stroomt, in vele meanders, van zuid naar noord,  een kleine rivier, de Sagter Ems. In het verleden werd deze door kleine binnenschepen , o.a. turfschepen, bevaren; tegenwoordig dient ze alleen voor de pleziervaart en als onderdeel van de waterhuishouding. Aan de noordgrens van de gemeente mondt ze uit in de Leda, waarop nog wel vrachtschepen kunnen varen.
Op de uiterste zuidpunt van Saterland grenst deze gemeente aan het Küstenkanal, en evenwijdig daaraan de Bundesstraße 401.

### Openbaar vervoer

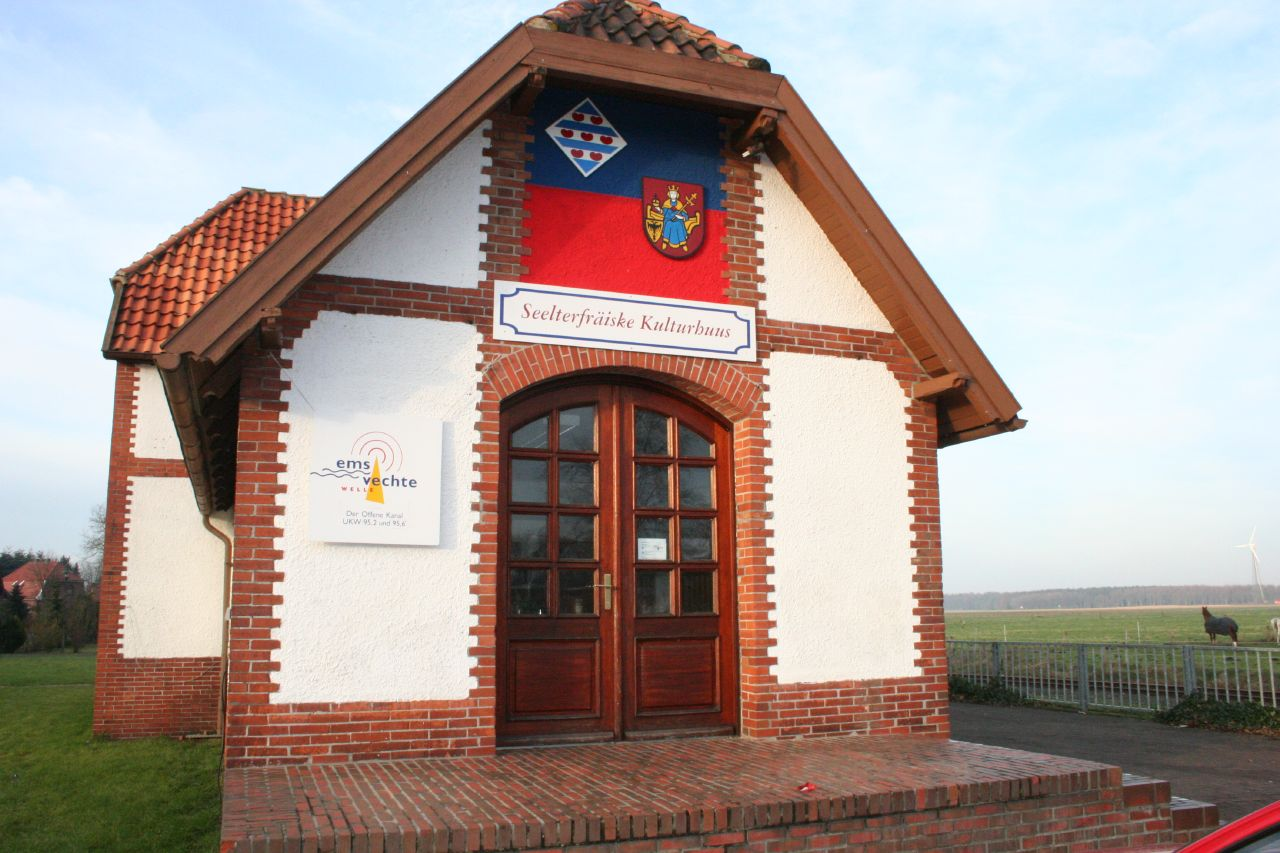
Voormalig station Scharrel
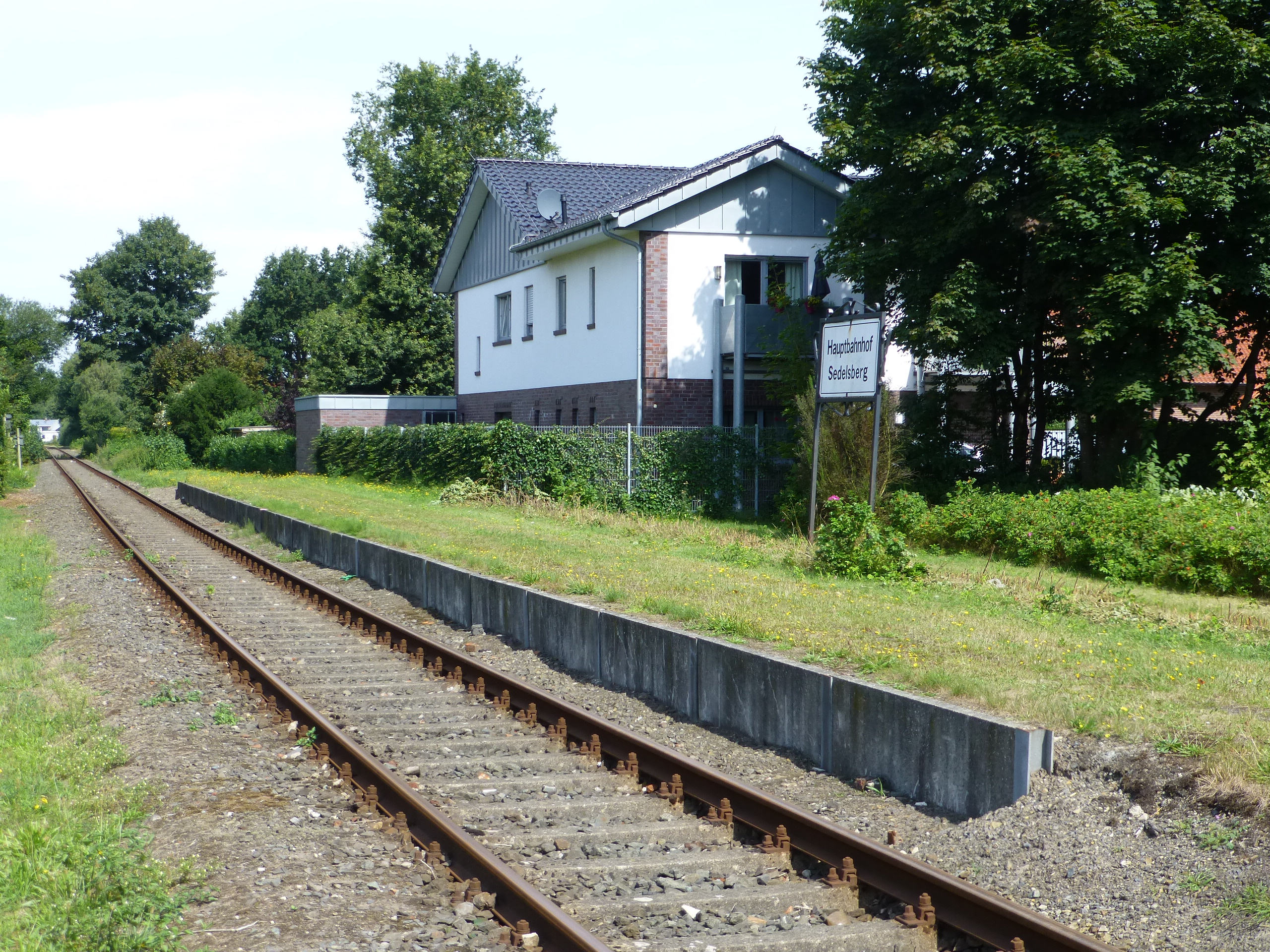
Voormalig station Sedelsberg

Scharrel en Sedelsberg liggen aan de spoorlijn Cloppenburg - Ocholt. De lijn is sinds 1968 gesloten voor personenvervoer; incidenteel rijden er nog goederentreinen overheen. In het zomerseizoen wordt de lijn incidenteel gebruikt als museumspoorlijn. Het station Scharrel is tegenwoordig in gebruik als cultuurcentrum voor het Saterfries.
Openbaar-vervoerreizigers, die de gemeente willen bezoeken, kunnen het beste per trein naar Cloppenburg of Leer reizen en de reis van daaruit per taxi of huurfiets vervolgen. Er zijn slechts enkele busverbindingen, die eigenlijk alleen zijn bedoeld voor scholierenvervoer, niet alle dorpen van Saterland bedienen, en ook niet vaker dan 3 à 4 maal per dag rijden.

## Economie
- In de gemeente staan enkele van de 8 zendmasten van het militaire ultralangegolf-zenderpark NATO VLF / MSK Marinefunksendestelle Rhauderfehn. Enkele andere staan in het natuurgebied Esterweger Dose ten westen van de gemeente.  De zendmasten zijn 352,80 meter hoog, en behoren daarmee tot de hoogste door mensen vervaardigde constructies in Europa. De zendmasten zijn alle van een dienstgebouw voorzien, waarin zich afstemapparatuur e.d. bevindt. De uitzendfrequenties variëren van 14 tot 50 kHz; de stadndaardfrequentie is 23,4 kHz. Bij helder weer zijn de dunne, rood-witte masten tot op 30 km afstand zichtbaar. De masten zijn in 1978-1982 door de NAVO juist daar geplaatst, doordat de aardings - en geleidingseigenschappen van de vochtige, vlakke veenbodem ter plaatse zeer gunstig zijn. De zendmasten worden o.a. gebruikt voor de communicatie met onderzeeërs. Het complex, met een oppervlakte van in totaal 540 hectare, is eigendom van de Duitse marine.
- Een kabelfabriek in Ramsloh, gevestigd op een middelgroot industrieterrein ten oosten van dit dorp, is de grootste werkgever in de gemeente. Ook aan de zuidgrens van de gemeente, bij de B 401 en het Küstenkanal, is een industrieterrein in ontwikkeling.
- Landbouw, veeteelt en in afnemende mate turfwinning zijn van oudsher de middelen van bestaan in deze dorpen. Vooral de veeteelt is nog altijd van enige betekenis.

## Geschiedenis en taal
Het Saterland was oorspronkelijk een 15 km lang en een 1 tot 4 km breed zanderig eiland in een veengebied. Tussen 1100 en 1400 werd het eilandje door Friezen uit Oost-Friesland in gebruik genomen als woongebied. Tot ver in de negentiende eeuw was het een extreem geïsoleerd gebied, dat uitsluitend 's zomers per boot en 's winters over het bevroren veen te bereiken was. Vanwege die geïsoleerde ligging hebben de Saterlanders het Fries van hun Oost-Friese voorouders eeuwenlang bewaard, terwijl het in Oost-Friesland zelf is uitgestorven. Door de geïsoleerde ligging kon zich een eigen dialect ontwikkelen. Tegenwoordig zijn er in Saterland naar schatting nog 1000-2500 sprekers van het Saterfries, vooral ouderen. Er zijn nog maar enkele tientallen jonge Friestaligen in Saterland, maar de laatste jaren lijken activiteiten van onder andere de schrijfster Margarethe Grosser, het Roomelster gezin Herre en de jongerenorganisaties SeWi, FYK en YEN de interesse voor de eigen taal en cultuur bij Saterfriese jongeren enigszins aan te wakkeren.
In de Middeleeuwen beschikte het Saterland over een eigen grondwet en een eigen rechtspraak. Het Saterland had echter nog meer privileges verleend gekregen en was een zeer onafhankelijk gebied. Toch was het niet geheel onafhankelijk: het behoorde tot aan de Napoleontische tijd tot het Nedersticht van het Prinsbisdom Münster. Het gevolg hiervan was, dat de Reformatie in de 16e eeuw slechts van tijdelijke aard was; de grote meerderheid van de christenen in Saterland is, ook tegenwoordig nog, rooms-katholiek. Daarmee is Saterland het enige Friese gebied, waar de protestanten niet de meerderheid onder de christenen vormen.
In 1803 werd het gebied door het hertogdom Oldenburg geannexeerd. Pas rond deze tijd ontstond het dorp Sedelsberg als veenkolonie; dit dorp groeide mede, doordat Scharrel in 1821 bij een brand grotendeels verwoest werd.
In 1934 werd een eerste gemeente Saterland opgericht met naast Ramsloh en Scharrel ook het thans tot Friesoythe behorende dorp Neuscharrel. 
In de Tweede Wereldoorlog werd Scharrel in 1945 zwaar beschadigd door een geallieerd bombardement.
Op 1 maart 1974 ontstond de huidige gemeente Saterland; daarbij "promoveerde" Sedelsberg van een Ortsteil van Scharrel tot gelijkwaardig Ortsteil van de nieuwe gemeente.

## Politiek

### Gemeenteraad
De laatste verkiezingen voor de gemeenteraad (2021: 26 zetels; 2016: 25 zetels) waren in september  2021. Sindsdien heeft de raad volgens de website van de gemeente onderstaande samenstelling:
- CDU, in lijstverbinding met de FDP - 15 zetels
- SPD, in lijstverbinding met Bündnis 90/Die Grünen- 9 zetels
- Die Linke - 1 zetel
- AfD - 1 zetel.

Daarnaast heeft de burgemeester  ambtshalve een zetel in de raad.

### Jumelage
De gemeente Saterland heeft een partnerschap Środa Śląska (Duits: Neumarkt in Schlesien) in Polen.

## Bezienswaardigheden, toerisme, recreatie
- De 14e-eeuwse Johannieterskapel, door de Orde van Malta gesticht, in Bokelesch, enige km ten noorden van Strücklingen. Eromheen ligt een van de weinige kleine stukjes bos in de gemeente.
- Recreatieplas Hollener Meer direct ten zuidoosten van Ramsloh
- Kanovaren en andere watersport is mogelijk op o.a. de Sagter Ems; de gemeente bevordert deze watersporten als recreatiemogelijkheid sterk.
- Beperkte mogelijkheid voor toeristische ritten in historische treinen, zie hierboven: Openbaar vervoer

## Afbeeldingen

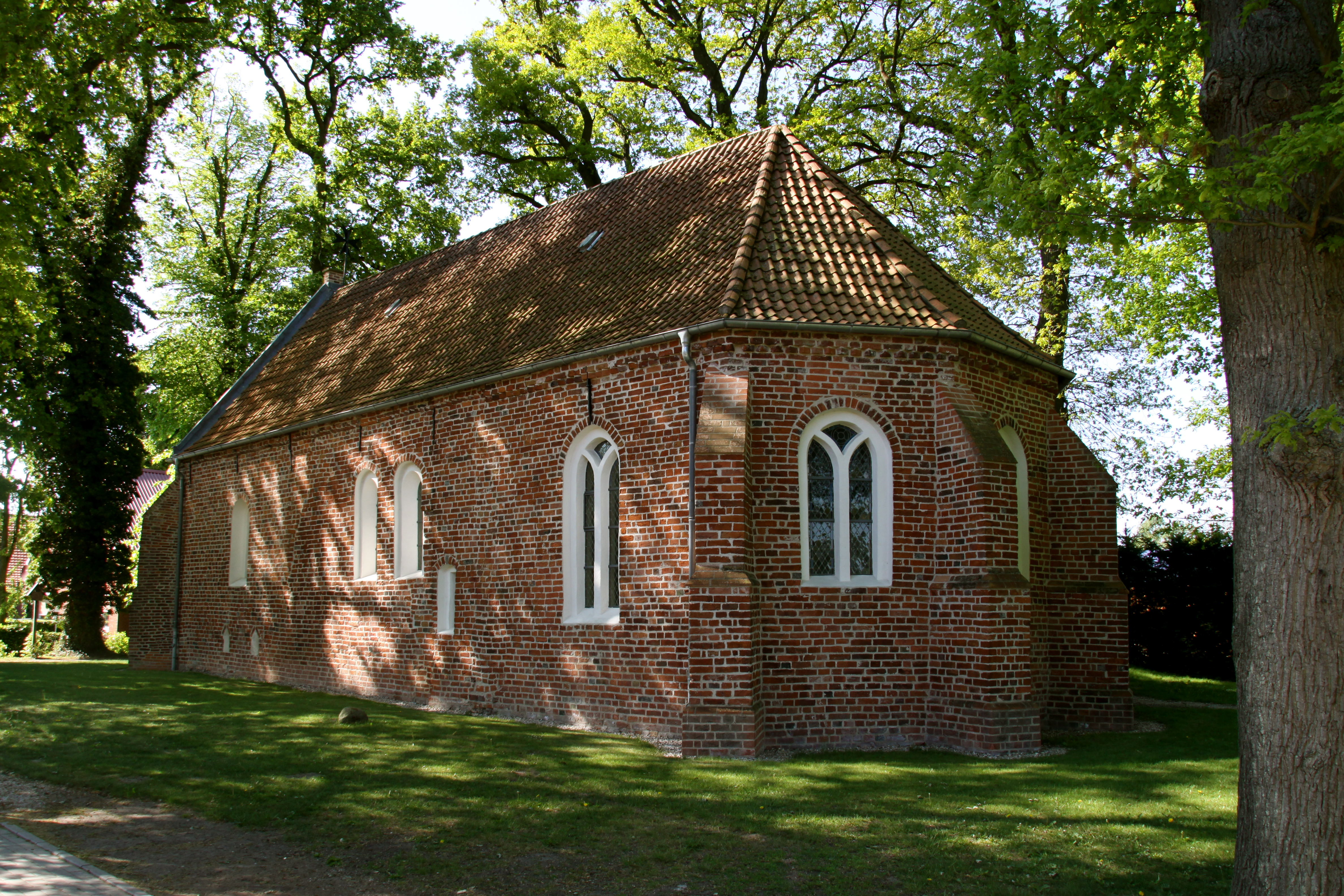
De kapel van de vroegere commanderij der Johannieters, Bokelesch
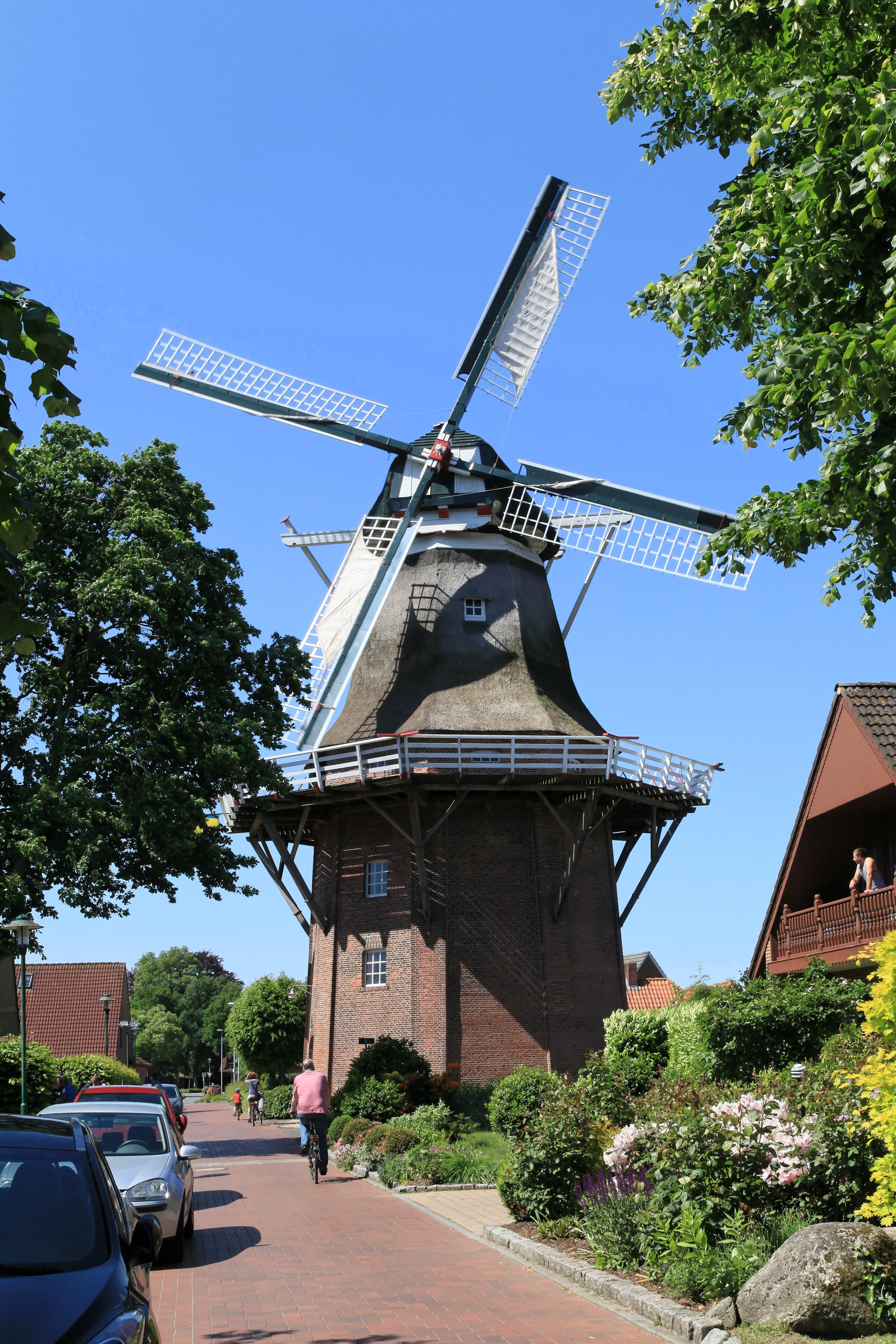
Windmolen te Scharrel
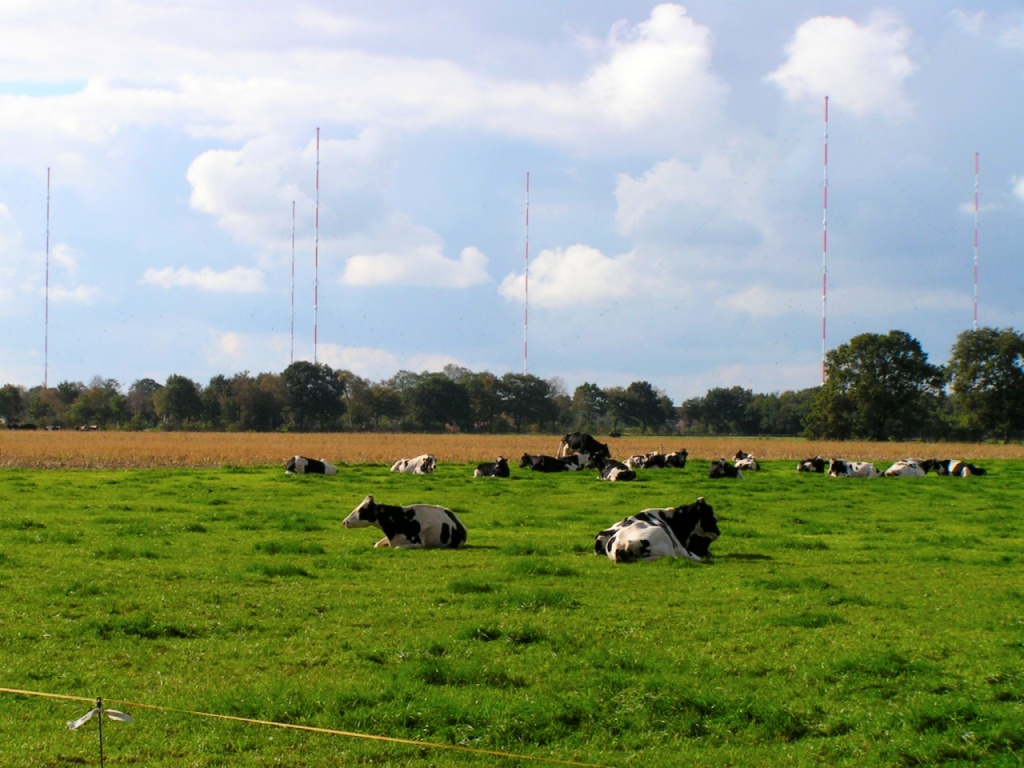
Marine-ultralangegolf-zendmasten
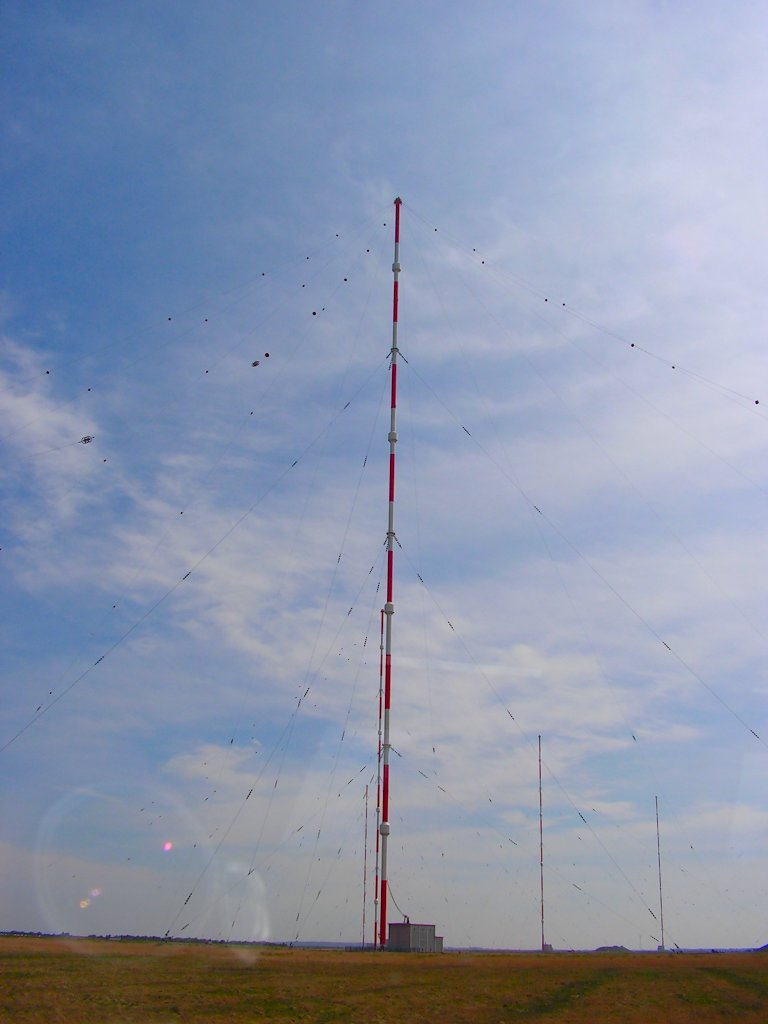
Een van de antennemasten van de marine-zendinstallatie
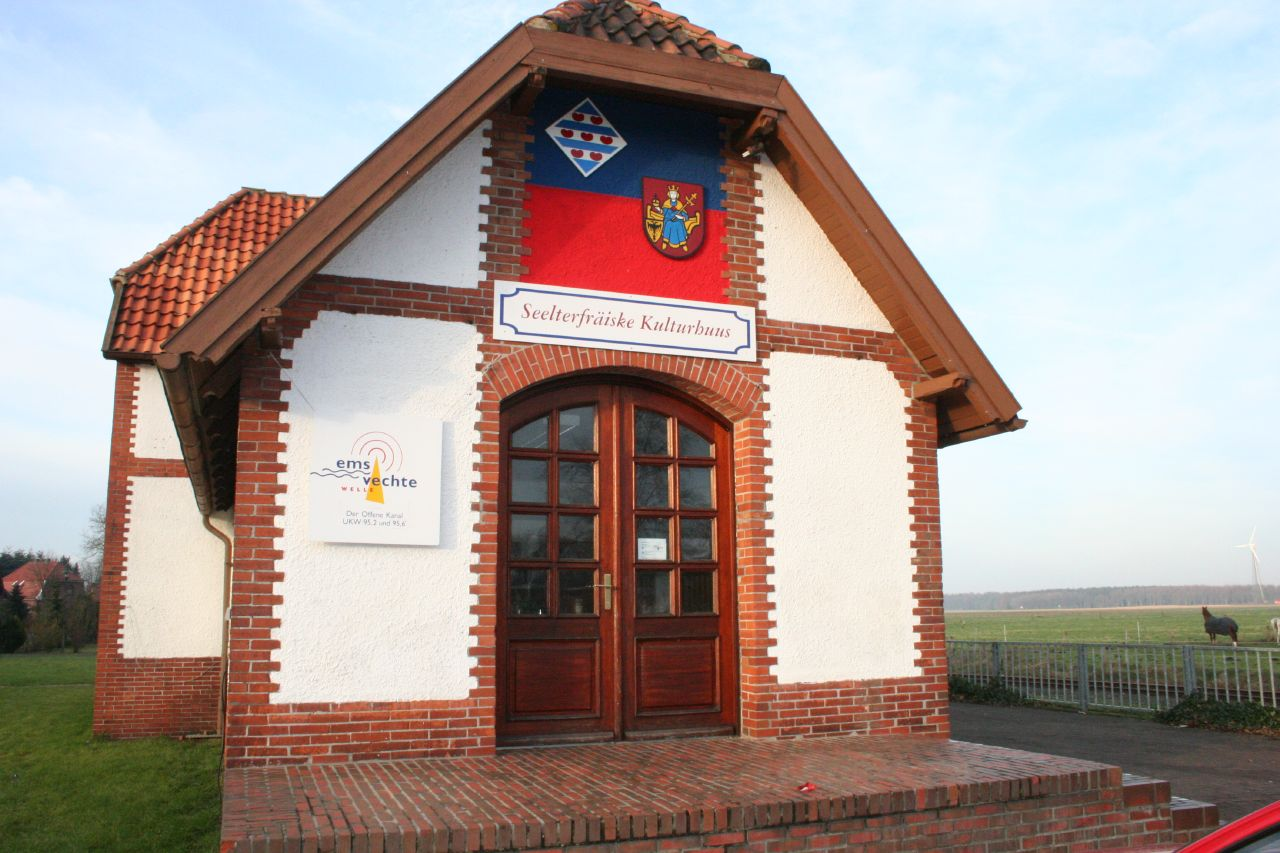
Voormalig station Scharrel, nu kulturhus
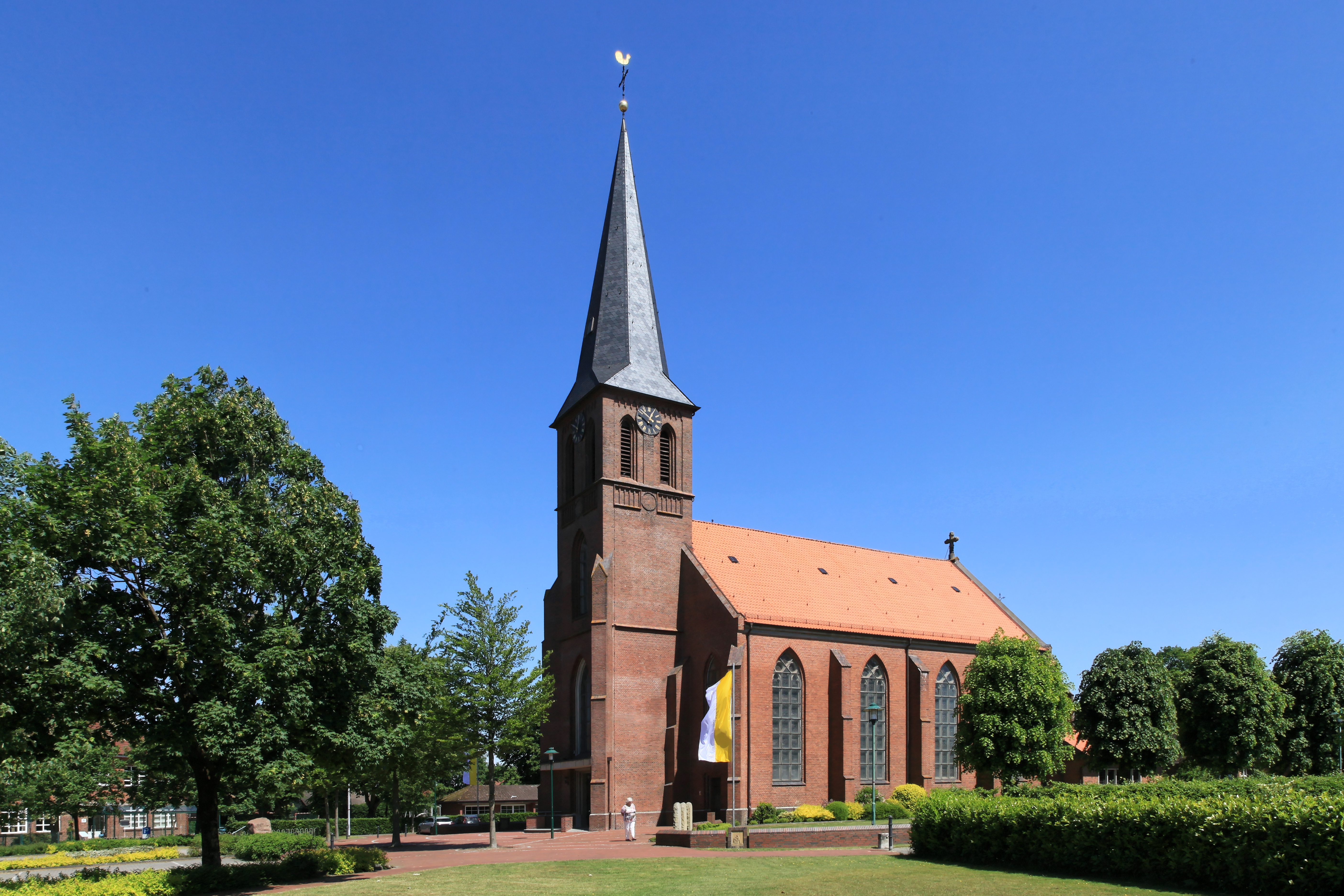
R.K. St. Petrus- en Pauluskerk in Scharrel (1860)
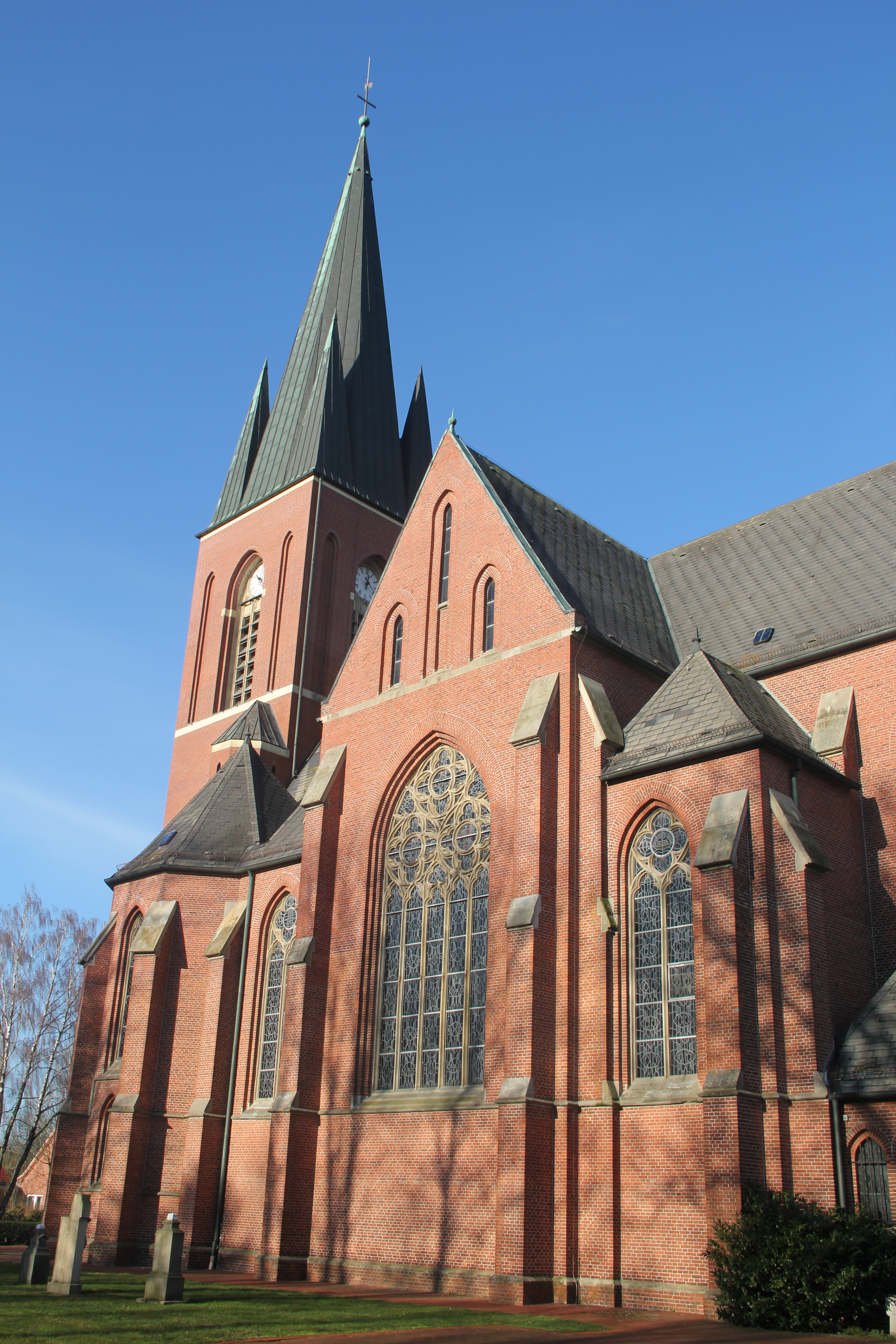
St.-Joriskerk in Strücklingen (1900)
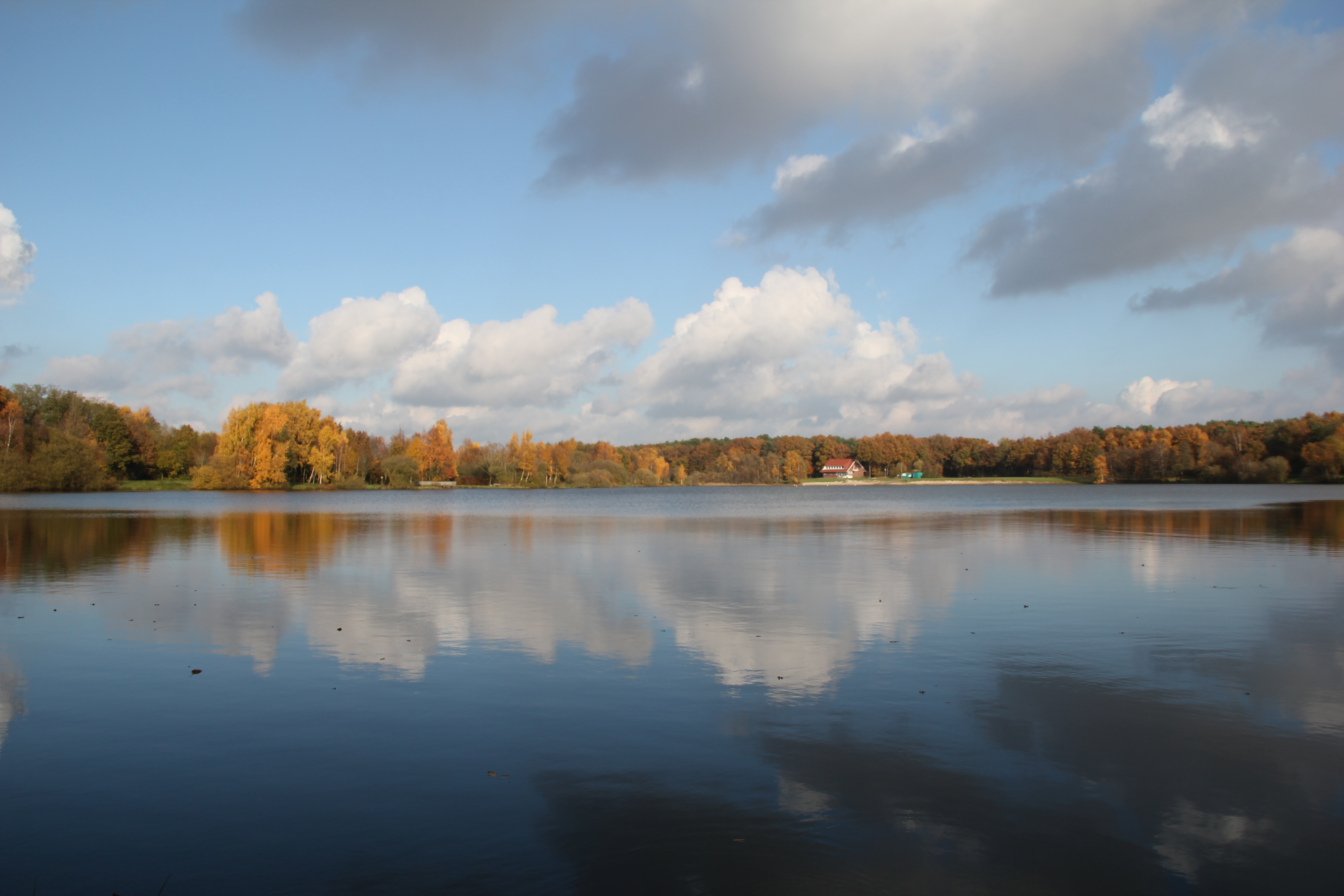
Hollener See

- Gemeinsame Normdatei: 4051749-4
- Virtual International Authority File: 245641217
- WorldCat: E39PBJgRTgRWmmK6vhHJgjDyVC

Barßel · Bösel · Cappeln · Cloppenburg · Emstek · Essen · Friesoythe · Garrel · Lastrup · Lindern · Löningen · Molbergen · Saterland